# Lapa Vermelha
Lapa Vermelha é um sítio arqueológico localizado na Área de Proteção Ambiental Carste de Lagoa Santa, em Minas Gerais.
Trata-se de um maciço calcário às margens de uma pequena lagoa. No penhasco existem quatro grutas, ou lapas, como são conhecidas na região. Foi na Lapa Vermelha IV, no município de Pedro Leopoldo, que a missão arqueológica franco-brasileira liderada por Annette Laming-Emperaire descobriu na década de 1970 o crânio de Luzia., o fóssil humano mais antigo já encontrado na América do Sul. Mas, anteriormente, a região já havia ganhado notoriedade internacional por conta do trabalho de Peter Lund, considerado o pai da paleontologia brasileira.
Em 2010, foi criada uma Unidade de Conservação para ajudar a preservar o patrimônio natural e cultural da área. A Lapa Vermelha IV, por exemplo, é um sítio arqueológico frágil e cuja visitação requer uma série de cuidados. O acesso à Lapa Vermelha só é aberto a pesquisadores.
A preservação do sítio arqueológico vem sendo ameaçada, no entanto, pelo interesse de empresas em explorarem a região para instalação de fábricas e para obtenção de recursos como o calcário.

## Caracterização geográfica
A Lapa Vermelha é um sítio arqueológico, onde se encontram uma série de abrigos formados naturalmente por paredes de rocha, e onde foram descobertos grafismos rupestres. A região é localizada na Área de Proteção Ambiental Carste de Lagoa Santa, em Minas Gerais, que fica no centro-sul de Minas Gerais e abrange os municípios de Lagoa Santa, Pedro Leopoldo, Matozinhos, Funilândia e Confins .

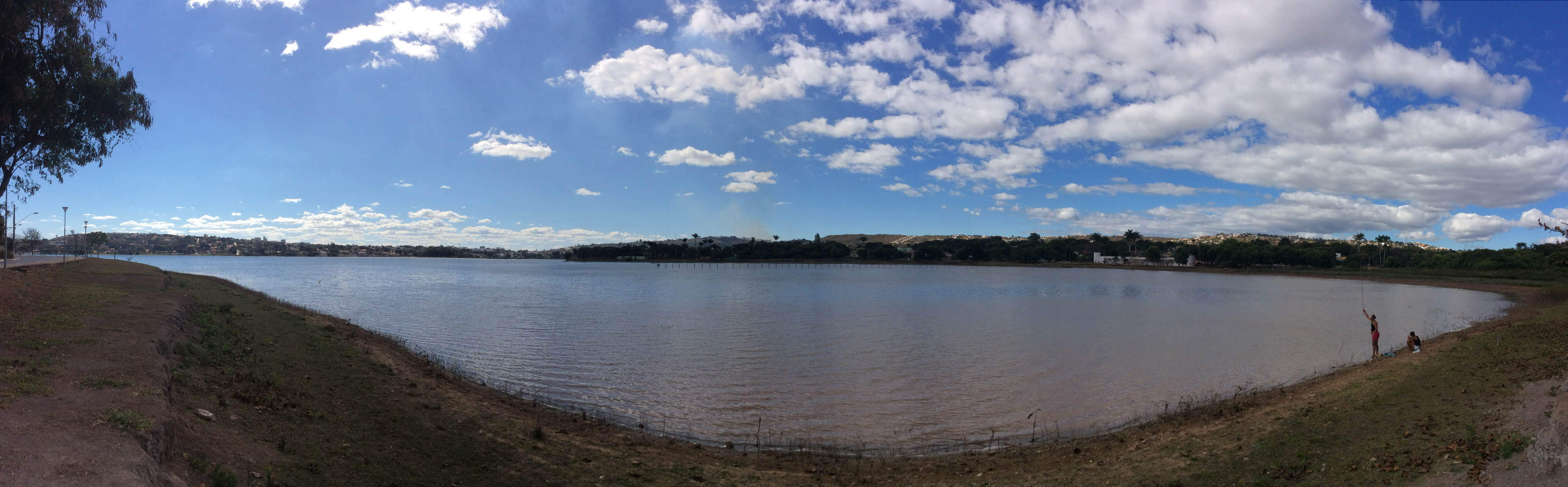
Região de Lagoa Santa, MG

### Localização
- Município: Pedro Leopoldo, MG, Brasil
- Coordenadas geográficas: 19°35'55"S   43°59'40"W
- Distância de Belo Horizonte: 55 km (até o centro)[7]

### Geomorfologia e geologia
O cársico (também conhecido como carso, carst ou como relevo cárstico ou cársico) é um tipo de relevo geológico. Ele se forma pela corrosão de rochas, que resultam em formações como cavernas, dolinas e rios subterrâneos, entre outros.
Essas áreas têm uma grande importância social, ambiental e econômica, já que são, em geral, fonte de recursos importantes, como o calcário, e por abrigarem nascentes e fontes de águas subterrâneas. Além disso, elas preservam material histórico, arqueológico e paleontológico, além de animais raros, que habitam suas cavernas.
Por essas características, o cársico costuma ser um polo gerador de empregos, em especial para o fornecimento de água potável. Segundo a Organização das Nações Unidas para a Educação, a Ciência e a Cultura (UNESCO), os aquíferos provenientes dessas regiões são os mais seguros e importantes mananciais de água potável. A estimativa é que um quarto da população mundial seja abstecida por aquíferos cársticos.

### Conjunto de Lapa Vermelha
O conjunto da Lapa Vermelha é formado por sete “lapas” (pequenas grutas ou cavidades na rocha) em um afloramento calcário (zonas de grandes rochedos em que, mesmo com solo raso e esparso, surgem florestas tropicais sazonalmente secas conseguem crescer - vegetação essa de extrema importância ecológica Há ainda uma grande dolina com uma lagoa. Hoje, toda a vegetação da dolina foi desmatada, permanecendo apenas no topo do maciço. Pastagens ocupam o trecho sem afloramento rochoso.
- Lapa Vermelha I - É a maior gruta do conjunto, onde se encontra o sumidouro da lagoa. Nela, foram encontradas gravuras rupestres no piso da entrada, além de pinturas na parede norte. Ao lado da gruta, há restos de vegetação nativa. Hoje, suas paredes estão cobertas de grafismos modernos e a gruta tem o sedimento muito pisoteado, por ser muito visitada. Em seu interior também se encontram postes de energia elétrica, lixo e algumas depredações que ameaçam a conservação das gravuras rupestres.[7]

- Lapa Vermelha I bis – Trata-se  de um patamar localizado a leste da grande gruta, cujo acesso se dá por meio de antigos sumidouros desativados. Há pinturas na parede, mal conservadas por conta da precipitação de calcita. Não há vegetação, pichações ou sinais de visitação.[7]

- Lapa Vermelha II - Patamar com parede coberta de pinturas rupestres e que se sobrepõe à Lapa Vermelha I bis. Há uma pequena gruta, mas não há indícios de pinturas rupestres. A mata que antes recobria a região de acesso foi destruída e hoje há um pasto onde antes havia vegetação.[7]

- Lapa Vermelha III - Não é considerada sítio arqueológico por não haver indícios arqueológicos e a mata que protegia a entrada da gruta foi eliminada. Há pichações e lixo e há alguma visitação, mas não tanto quanto na Lapa Vermelha I.[7]

- Lapa Vermelha IV - Parede calcária localizada no alto da vertente da dolina. O local foi escavado pela Missão Arqueológica Franco-Brasileira, e foi lá que foi encontrado o esqueleto de Luzia, assim como restos de fauna extinta. As datações radiocarbônicas identificaram traços de até  mais de 25 mil anos atrás. Com o desmatamento, as pinturas que se distribuíam em sua parede ficam expostas ao sol da tarde. Os barrancos originados pela escavação vão até dez metros de altura e correm o risco de erodir, mas o local não parece ser visitado.[7]

- Lapa Vermelha V – Pequeno afloramento em uma parede calcária próximo à Lapa Vermelha IV. Não é um sítio arqueológico, mas é o ponto mais protegido pela visitação em todas as lapas, sem intervenções arqueológicas e sem visitação.[7]

- Lapa Vermelha VI – Pequena gruta com cerca de dez metros de profundidade e um arco, na entrada, de 3 metros de largura por 1,80 m de altura. Fica a vinte metros da Lapa Vermelha VII. Uma escavação da Academia de Ciências de Minas Gerais encontrou no local diversos esqueletos e material lito-cerâmico. Há indícios de que teria sido visitada e usada como abrigo.[7]

- Lapa Vermelha VII – Trata-se  de um abrigo de cerca de 20 metros por 7 metros de superfície sedimentar que desembocam em uma grande gruta de cerca de 50 metros de extensão, 20 metros de largura e altura entre 10 e 20 metros. Em uma das extremidades a vegetação está relativamente conservada, mas na região de acesso ao abrigo, houve desmatamento. Há sinais de que houve grandes perturbações na estrutura pelo fato de haver muitos sedimentos no piso da gruta. A extremidade nordeste é uma dolina de desabamento, onde a gruta forma um túnel.[7]

- Lapa Vermelha Soleil – Fica  no lado oposto da lagoa na Lapa Vermelha I. Nessa área foram encontrados cacos fragmentados que se distribuíam ao longo de 100 metros em uma reta. A área é hoje ocupada por pasto e roça de milho.[7]

## Importância arqueológica
Os sítios arqueológicos são patrimônios materiais da sociedade, sendo por meio deles que descobrimos informações valiosas sobre nossos antepassados. O sítio arqueológico de Lapa Vermelha IV possui uma importância especial por se tratar do primeiro sítio  escavado oficialmente com registros da presença humana na américa do sul  datado  de 11 mil anos, contestando a ideia difundida anteriormente de que a entrada dos primeiros americanos no continente ocorreu uma única rota migratória intitulada Clovis First.

### Século XIX: Primeiras descobertas

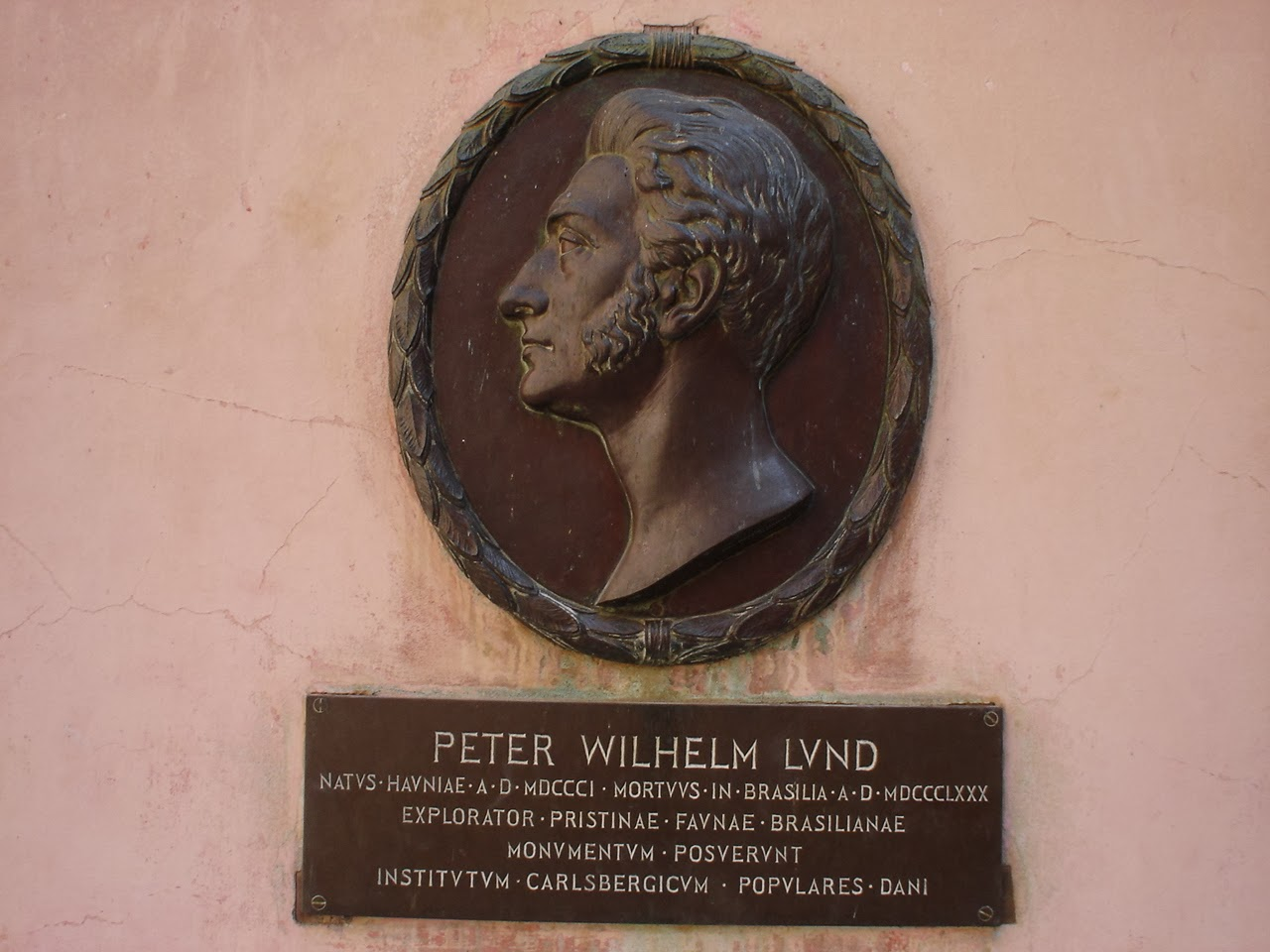
Homenagem a Peter Lund no Museu Nacional (Brasil)

Em 1834, ao ouvir falar de grandes ossadas nas cavernas calcárias da região de Lagoa Santa, em Minas Gerais, onde fica localizada a Lapa Vermelha, Peter Lund, dinamarquês estudioso de botânica e zoologia que fixara residência no Brasil, decidiu explorar a área. No ano seguinte, em 1835, ele visitou pela primeira vez as grutas Lapa Vermelha e Lapa Nova de Maquiné.
Entre 1835 e 1845, Lund descobriria na região milhares de fósseis de animais extintos da época do Pleistoceno e 31 crânios humanos em estado fóssil daquele que passou a ser conhecido como o Homem de Lagoa Santa. Muito antes de evidências conclusivas serem descobertas, Lund já acreditava na presença antiga do Homem no continente americano.
Lund permaneceu na Lagoa Santa por mais de 40 anos, até o fim de sua vida, em 1880. Foi lá que ele foi sepultado. Ao lado de seu túmulo, foi erguido um monumento, hoje tombado pelo Instituto do Patrimônio Histórico e Cultural.

### Arte rupestre

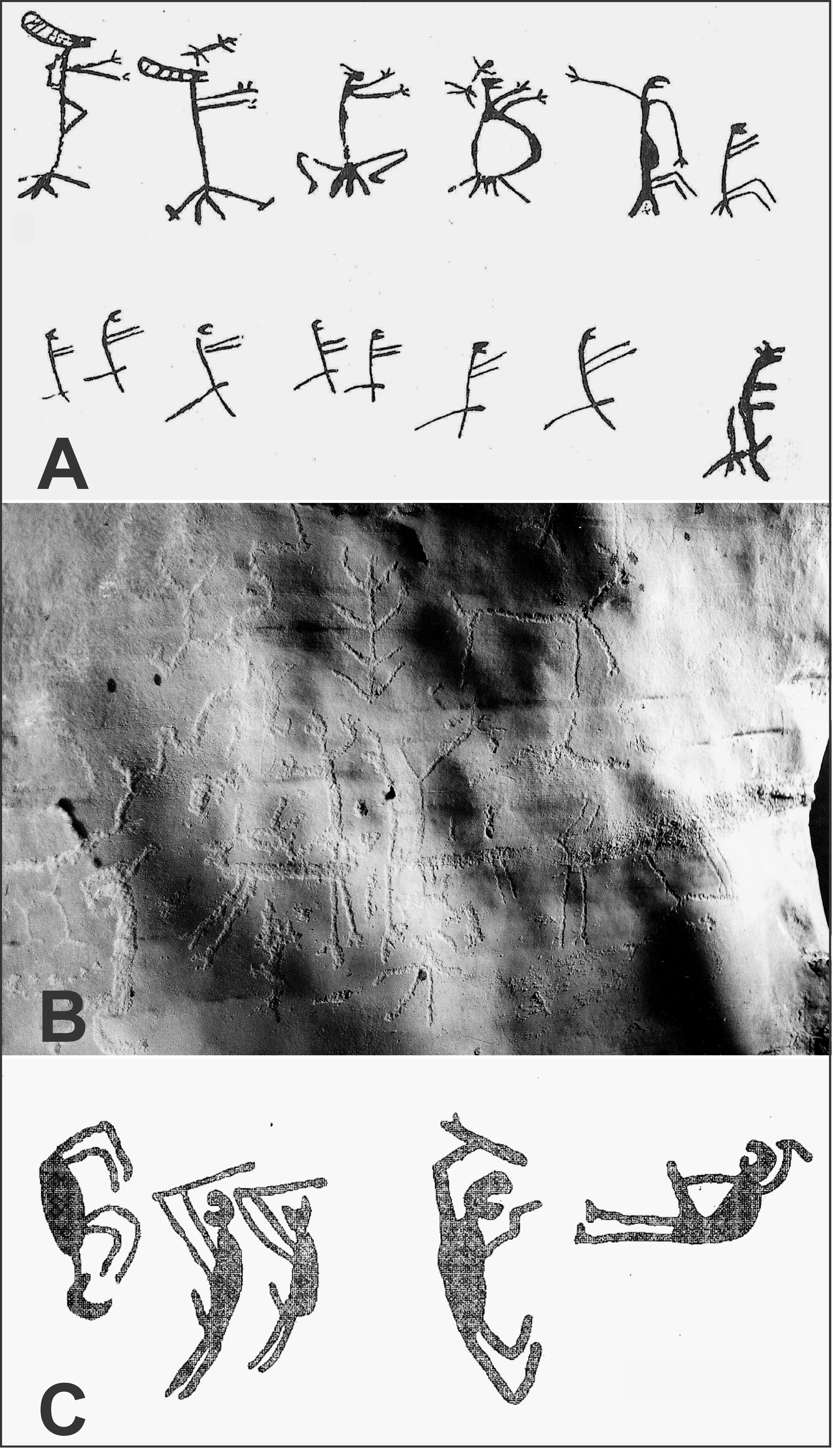
Lapa do Santo - Grafismo rupestre do Holoceno inicial (Taradinho). Foto do original no momento da descoberta em 2009 e desenho esquemático.

Outro aspecto relevante relacionado às pesquisas arqueológicas e antropológicas na região de Lagoa Santa reside na presença de artes rupestres. As artes rupestres são representações do mundo vivo que determinadas culturas realizaram ao longo da história humana, registrando em paredões e cavernas gravuras zoomórficas e antropomórficas de situações do cotidiano daquelas populações; proporcionando aos cientistas informações valiosas sobre o funcionamento e as interações entre humanos e o ambiente.

### A descoberta de Luzia
No começo da década de 1970, a região de Lagoa Santa foi o objeto de uma missão franco-brasileira comandada por Annette Laming-Emperaire, arqueóloga francesa. O foco das escavações foi na gruta Lapa Vermelha IV, em uma área de 300 metros quadrados.
Foi lá que, em 1974, foram encontrados a 11 metros de profundidade os restos de um esqueleto, incluindo o crânio, de uma mulher jovem. Pedaços de carvão encontrados na mesma camada que o fóssil tinham entre 14 mil e 18 mil anos, evidência que foi então utilizada para concluir que essa era também a idade do fóssil encontrado. No entanto, mais tarde se provou que o método utilizado não era correto: o crânio não estava originalmente no mesmo nível dos carvões encontrados, e tinha, na verdade, entre 12500 e 13000 anos. Trata-se do fóssil mais antigo já encontrado no continente sul-americano.

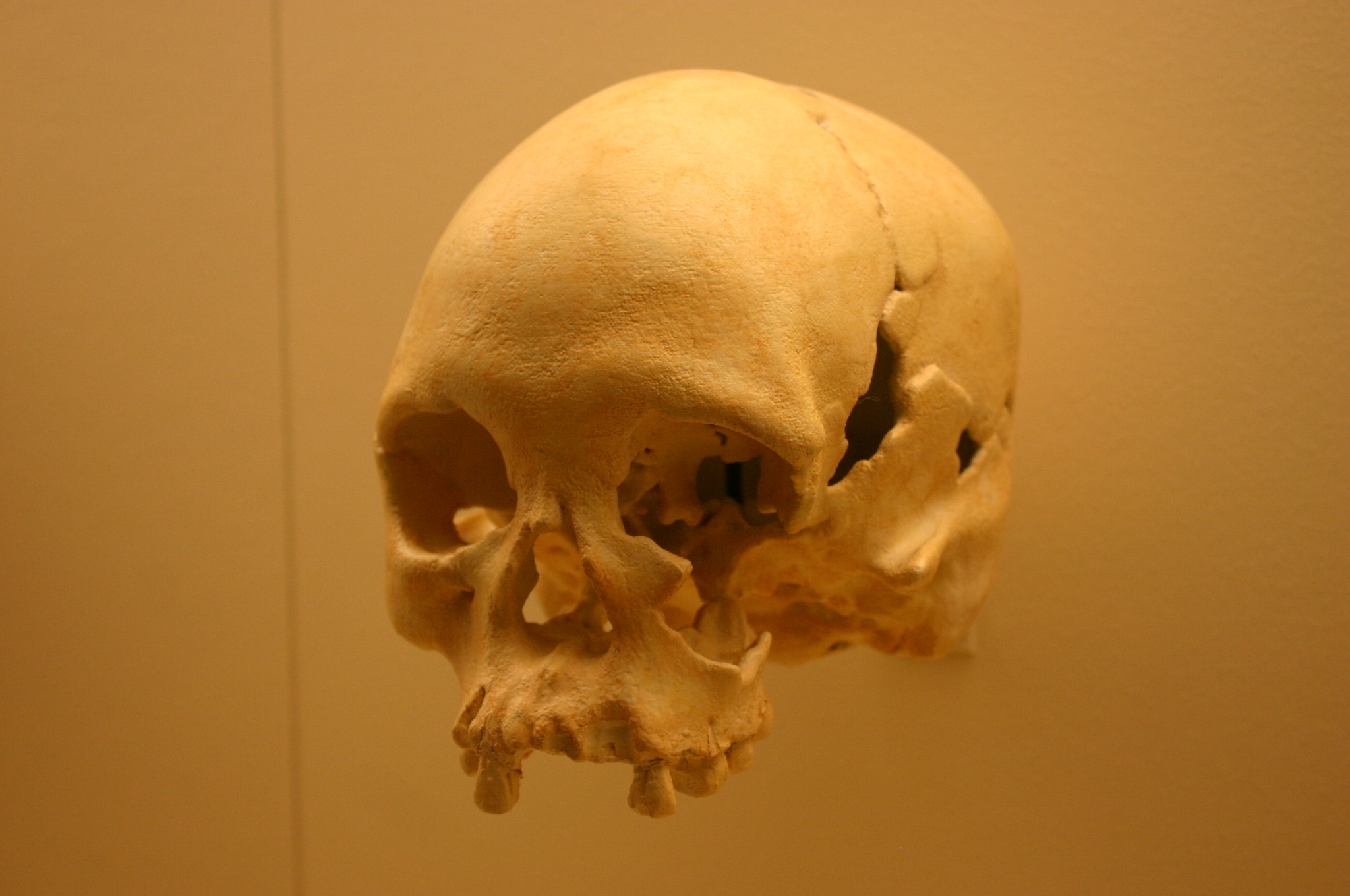
Crânio de Luzia ou Lapa Vermelha IV Hominídeo 1

Em 1995, ao estudar o fóssil (formalmente chamado de “Lapa Vermelha IV Hominídeo 1”), Walter Neves, biólogo do Instituto de Biociências da Universidade de São Paulo, decidiu dar ao esqueleto o nome de “Luzia”, em homenagem a Lucy, famoso fóssil de Australopithecus afarensis encontrado na Etiópia em 1974.
As escavações realizadas na Lapa Vermelha IV reforçaram uma linha de pesquisa entre bioantropólogos, encabeçados pelo Doutor Walter Neves, de que houve duas ondas migratórias da América do Norte em direção a América do Sul, a hipótese dos dois componentes biológicos. O fóssil da Luzia comprovou esta ideia, uma vez que sua datação precede o modelo Clovis First e sua morfologia se caracteriza por ser não-mongolóide, ou seja, uma fisiologia semelhante aos australianos e africanos, divergindo por completo da morfologia mongolóide encontrada nos índios atuais.
Em 2018, o fóssil foi vítima de um incêndio no Museu Nacional, onde ficava abrigado. Atualmente, ele estaria em um processo de reconstrução no Museu Nacional.

### Povo de Luzia
O termo Povo de Luzia faz menção  às populações humanas que conviveram no mesmo período histórico que Luzia, por volta de 11 mil anos atrás, na Lapa Vermelha IV e seus arredores.
Este povo possui algumas singularidades observadas a partir de escavações arqueológicas como as do projeto “Origens e microevolução do homem na América: uma abordagem paleoantropológica”, coordenado pelo pesquisador e professor Walter Neves, do Instituto de Biociências da Universidade de São Paulo, que ao longo dos anos reuniu uma ampla gama de informações sobre os aspectos culturais e ritualísticos deste agrupamento humano.
O Povo de Luzia praticava exclusivamente a caça de animais e a coleta de vegetais para sua alimentação, não havendo indícios conclusivos de hábitos sedentários associados à agricultura. Entre as  ferramentas identificadas na região, a pedra lascada é encontrada com maior frequência do que machados mais elaborados.
O estudo de dentes fossilizados, em que se observam fortes evidências da presença de cáries, revela hábitos alimentares com alta presença de carboidratos, em contraposição à proteína de origem animal.
Sua organização se dava em macrobandos, ou seja, um conjunto de vários bandos/grupos dispersos, com aproximadamente 25 habitantes cada. Existiam duas espécies de sítios de habitação: uma no qual o bando residia e realizava suas atividades habituais e outra, dispersa em pontos específicos, utilizada como descanso pelos caçadores em suas atividades de caça longe do local de residência.
Mulheres e crianças eram responsáveis pela colheita de frutos e vegetais para alimentação do bando, enquanto homens se responsabilizavam pela caça. Acredita-se que, naquela configuração social, as mulheres coletoras tinham um status diferenciado, incluindo a possibilidade de organização de sociedades matrilineares, ou seja, baseadas em núcleos familiares geridos pela figura feminina.
Pesquisas arqueológicas identificaram que os sepultamentos na região eram realizados em etapas. Na primeira etapa, chamada de primeiro sepultamento, realizava-se uma fogueira, com o falecido acompanhado de seus pertences pessoais. Seu enterro era realizado em posição fetal. Após um certo período, realizava-se o segundo sepultamento, com a remoção dos restos mortais da pessoa falecida do primeiro local e sua posterior deposição em outra localidade. Este tratamento especial, contudo, não foi dado a Luzia, que morreu com uma idade estimada entre 20 e 25 anos.

### Megafauna
As pesquisas realizadas no sítio arqueológico comprovam que seres humanos arcaicos conviveram com a megafauna de animais gigantes da região. Entre as espécies que habitavam a região, as mais comuns eram os mastodontes, os toxodontes, os grandes tatus, os ursos de cara curta, as macrauquênias e os tigres-dente-de-sabre.
No entanto, não há evidências de que sua carne era consumida de forma constante pelos humanos. Dentre os animais encontrados com mais frequência junto aos sítios arqueológicos, os mocós eram a espécie mais provavelmente consumida pelo povo de Luzia como fonte de proteína.

## Proteção legal e ameaças à conservação
O sítio arqueológico da Lapa Vermelha localiza-se na zona de influência direta e indireta de uma grande variedade de empreendimentos humanos. Antes mesmo da criação da APA Carste de Lagoa Santa, já haviam se instalado ali, por exemplo, O Aeroporto Internacional Tancredo Neves, o centro urbano da cidade de Confins, empresas dos setores primário e secundário e diversas propriedades onde se realizam atividades agrossilvipastoris.
Hoje, os empreendimentos localizados dentro dos limites da APA devem seguir um plano de manejo, que ordena e normatiza o uso do solo na região, com limitações ou proibições de atividades não compatíveis com a preservação do ecossistema e o bem estar da comunidade local.

### Iniciativas de proteção legal do território
- Decreto Estadual nº 20.597/1980 : Define a Área de Proteção Especial, situada nos municípios de Lagoa Santa, Pedro Leopoldo e Matozinhos.[23] Modificada pela Lei Estadual nº 18.043/2009.[24]
- Decreto Federal nº 98.881/1990 : Cria a Área de Proteção Ambiental Carste de Lagoa Santa.[25]
- Decreto Estadual nº 45.400/2010: Cria o Monumento Natural Estadual Lapa Vermelha, no Município de Pedro Leopoldo.[26]

### Indústria calcárea e cimenteira
As mesmas características geomorfológicas que propiciaram a formação das grutas que abrigam o valioso patrimônio arqueológico, paleontológico e paisagístico na região geraram também um ambiente rico em recursos naturais de grande interesse econômico.
Minério abundante na região, o calcário é matéria-prima para fábricas de cal e cimento, que constituem uma das principais ameaças ao patrimônio histórico, cultural e natural locais. Entre as principais empresas do setor instaladas legalmente no local, destacam-se:
- Mineração Lapa Vermelha [27]- Proprietária do terreno onde se encontra o sítio arqueológico de mesmo nome.
- CSN Cimentos - antiga LafargeHolcim [28] - Unidade Pedro Leopoldo
- Cimento Nacional - antiga CRH Sudeste Indústria de Cimentos [29] - Unidade Matozinhos

#### Instalação da Mineração Lapa vermelha
Em 1967, com o objetivo de explorar a jazida de calcário na então fazenda Lapa Vermelha, foi fundada a Mineração Lapa Vermelha, entre os municípios Pedro Leopoldo e Confins. No ano seguinte, a empresa iniciaria suas atividades em uma área de cerca de 400 hectares, e instalaria a primeira unidade de britagem. Toda a sua produção era então destinada aos mercados  de construção civil e siderurgia.
Nos anos 80, buscando expandir suas atividades, a empresa inaugurou uma planta de calcinação. Atualmente, a Mineração Lapa Vermelha atende a diversos setores da indústria, como grandes produtoras de aço, metalúrgicas de ouro e alumínio e sucroalcooleiras.
Em acordo com a 13ª Superintendência do IPHAN (Instituto do Patrimônio Histórico e Artístico Nacional), a Mineração Lapa Vermelha se comprometeu a só permitir o acesso ao sítio arqueológico da Lapa Vermelha com autorização da instituição.

### Aeroporto de Confins
A origem do projeto remonta à década de 1970, quando o Governo de Minas Gerais decide construir um aeroporto maior e mais moderno que o da Pampulha, que atendia à capital Belo Horizonte até então.
Em 1978, um decreto estadual declarou como de utilidade pública terrenos em Lagoa Santa e Pedro Leopoldo, com um total de 24 milhões de metros quadrados. A escolha do local era controversa, pois já naquela época a região era reconhecida por sua importância ambiental e arqueológica. A menos de 2 km dali, apenas três anos antes, uma equipe de pesquisadores havia descoberto o fóssil de Luzia na gruta Lapa Vermelha IV.
Com apoio da ditadura militar brasileira, o projeto foi levado adiante mesmo com as críticas públicas de ambientalistas e intelectuais - incluindo Carlos Drummond de Andrade que escreveu um artigo intitulado “Deus nos Livre desse Aeroporto em Confins”.
As obras do aeroporto tiveram início em 1980 e dois anos depois já recebia os primeiros voos. Em 1986, foi renomeado como Aeroporto Internacional Tancredo Neves.
Como forma de compensação ambiental, o Estado de Minas Gerais instituiu em 1980, ainda durante a construção, a Área de Proteção Especial Aeroporto (APE – Aeroporto), que compreendia os recursos físicos e biológicos do entorno do empreendimento. Os efeitos práticos da implantação, porém, foram pouco perceptíveis.  Dez anos depois, em 1990, o Governo Federal criava formalmente a APA Carste de Lagoa Santa.

### Desenvolvimento urbano: Vetor Norte
A Lapa Vermelha se encontra no caminho da expansão urbana da Região Metropolitana de Belo Horizonte em seu chamado Vetor Norte, com a constituição provável de uma conurbação até o município de Sete Lagoas.
Essa tendência ganhou força a partir de incentivos governamentais nos anos 2000, com a construção da Linha Verde – via de tráfego rápido automobilístico na rodovia MG 424 – e o crescente interesse do mercado imobiliário no entorno do aeroporto de Confins, tanto para oferta de residências de médio e alto padrão, quanto para a construção de galpões comerciais.
O fenômeno desperta preocupação, sobretudo, devido ao risco de comprometimento da capacidade de atendimento dos sistemas de esgotamento sanitário e o comprometimento dos recursos hídricos locais e suas consequências ao aquífero da região.

### Fábrica da Heineken
Em dezembro de 2020, o então governador de Minas Gerais, Romeu Zema, anunciou nas redes sociais a construção de uma nova fábrica da cervejaria Heineken no município de São Leopoldo, com investimentos da ordem de R$ 1,8 bilhão.
A rapidez no licenciamento ambiental e a carência de estudos de impacto ambiental mais aprofundados, sobretudo no aquífero do subsolo do Carste, levou o ICMBio (Instituto Chico Mendes de Conservação da Biodiversidade) a embargar o processo de construção em 2021 e aplicar à empresa multas que totalizavam R$ 83 mil em valores nominais.
À época, o órgão classificou a concessão da licença ambiental do governo mineiro como “uma grave falha” e afirmou que a gruta Lapa Vermelha IV poderia ser “fatalmente afetada” com o empreendimento.
A Heineken chegou a obter, em outubro de 2021, uma liminar na Justiça para continuar as obras do empreendimento, mas anunciou a desistência do projeto cerca de dois meses depois.